# The Dynasty: Roc La Familia
Albums de Jay-Z
Vol. 3... Life and Times of S. Carter
(1999) The Blueprint
(2001)
Singles
1. I Just Wanna Love U (Give It 2 Me)
Sortie : 31 octobre 2000
2. Change the Game
Sortie : 9 janvier 2001
3. Guilty Until Proven Innocent
Sortie : 13 mars 2001

The Dynasty: Roc La Familia est le 5e album studio du rappeur Jay-Z, sorti en 2000. Le premier single est I Just Wanna Love U (Give It 2 Me), produit par The Neptunes, et est l'un des plus gros succès de Jay-Z. L'album s'est vendu à plus de 2,3 millions d'exemplaires.
Au lieu de s'entourer de producteurs superstar tels que Swizz Beatz et Timbaland, que l'on avait notamment pu voir sur les précédents albums Vol. 2... Hard Knock Life et Vol. 3... Life and Times of S. Carter, Jay-Z décide de faire produire l'album par des étoiles montantes telles que Just Blaze, The Neptunes ou encore Kanye West. Cet album a également servi à mettre en avant les jeunes rappeurs du label Roc-A-Fella Records tels que Memphis Bleek, Beanie Sigel et Freeway, tout jeune à l'époque.
En décembre 2013, Jay-Z fait une rétrospective de sa carrière et établit un classement de ses propres albums studio : il classe The Dynasty: Roc La Familia à la 9e place sur 12, en précisant « juste l'intro... ».

## Liste des titres
| No  | Titre                                                               | Compositeur(s)                     | Durée |
| --- | ------------------------------------------------------------------- | ---------------------------------- | ----- |
| 1.  | Intro                                                               | Just Blaze                         | 3:10  |
| 2.  | Change the Game (featuring Beanie Sigel & Memphis Bleek)            | Rick Rock                          | 3:07  |
| 3.  | I Just Wanna Love U (Give It 2 Me) (featuring Pharrell Williams)    | The Neptunes                       | 3:47  |
| 4.  | Streets is Talking (featuring Beanie Sigel)                         | Just Blaze                         | 4:44  |
| 5.  | This Can't Be Life (featuring Beanie Sigel & Scarface)              | Kanye West                         | 4:48  |
| 6.  | Get Your Mind Right Mami (featuring Memphis Bleek & Snoop Dogg)     | Rick Rock                          | 4:22  |
| 7.  | Stick 2 the Script (featuring Beanie Sigel)                         | Just Blaze (scratches par DJ Clue) | 4:08  |
| 8.  | You, Me, Him and Her (featuring Beanie Sigel, Memphis Bleek & Amil) | Bink!                              | 3:44  |
| 9.  | Guilty Until Proven Innocent (featuring R. Kelly)                   | Rockwilder                         | 4:55  |
| 10. | Parking Lot Pimpin' (featuring Beanie Sigel & Memphis Bleek)        | Rick Rock                          | 4:15  |
| 11. | Holla (solo de Memphis Bleek)                                       | Memphis Bleek & B-High             | 3:32  |
| 12. | 1-900-Hustler (featuring Beanie Sigel, Memphis Bleek & Freeway)     | Bink!                              | 3:54  |
| 13. | The R.O.C. (featuring Beanie Sigel & Memphis Bleek)                 | Just Blaze                         | 4:06  |
| 14. | Soon You'll Understand                                              | Just Blaze                         | 4:36  |
| 15. | Squeeze 1st                                                         | Rick Rock                          | 3:49  |
| 16. | Where Have You Been (featuring Beanie Sigel)                        | T.T.                               | 5:33  |

## Samples
- Intro contient un sample de She Said She Loves Me du groupe Kleeer.
- I Just Wanna Love U (Give It To Me) contient un sample de The World is Filled de The Notorious B.I.G., de I Wish de Carl Thomas et de Give it to Me Baby de Rick James & the Stone City Band
- Squeeze 1st contient un sample de Hypnotize et Who Shot Ya de The Notorious B.I.G.
- This Can't Be Life contient un sample de Xxplosive de Dr. Dre et de I Miss You de Harold Melvin
- Stick 2 To Script contient un sample de Under Pressure de Nick Ingram
- You, Me, Him And Her contient un sample de What’s your name de The Moments
- 1-900-Hustler contient un sample de Ain't gonna happen de Ten Wheel Drive
- Soon You'll Understand contient un sample de Love Theme d'Al Kooper (tiré du film Le Propriétaire)
- Where Have You Been contient un sample de Agua De Dos Rios de Camilo Sesto

## Classements
Album
| Classement (2000)      | Meilleure position |
| ---------------------- | ------------------ |
| Billboard 200          | 1                  |
| Top R&B/Hip Hop Albums | 1                  |
| Canadian Albums Chart  | 5                  |

Singles
| Année | Titre                                | Classements / positions | Classements / positions | Classements / positions | Classements / positions |
| Année | Titre                                | Billboard Hot 100       | Hot R&B/Hip-Hop Songs   | Hot Rap Singles         |                         |
| 2000  | "I Just Wanna Love U (Give It 2 Me)" | 11                      | 1                       | 4                       |                         |
| 2001  | "Change The Game"                    | 86                      | 29                      | 10                      |                         |
| 2001  | "Guilty Until Proven Innocent"       | 82                      | 29                      | 12                      |                         |